# 當這首歌完成 -When this song is over-
《當這首歌完成 -When this song is over-》是日本的hourglass在2010年8月6日發售的戀愛冒險類型成人遊戲，DVDPG版是由電腦CLUB（電脳CLUB）在2013年8月29日發售，PlayStation Vita版則是由One Draw在2014年2月27日發售DL版。

## 故事
鳥羽元永得知藤原藻和她妹妹響一起參加Chaos Promotion（カオス・プロモーション）主辦的試音選考，在選考結束後藤原姊妹與白峰飛鳥組成了三人偶像團體「Primo Amore」（プリモ・アモーレ，意大利語「初戀」），元永也因此來到Chaos Promotion工作。不久之後為了製作「Primo Amore」出道曲的PV，元永等一行人來到W縣的綾篠拍攝，但是就在拍攝結束後不久一行人卻遇到靈異恐怖的開始。

## 角色
鳥羽元永
高中3年級學生，為了支持藤原姊妹而應徵上Chaos Promotion的經紀人助理工作。
藤原藻（聲優：青葉りんご）
生日：5月3日，星座：金牛座，血型：A型，身高：158cm，體重：48kg，三圍：B88(C)/W58/H83
元永的同學，「Primo Amore」的主唱。從小時候就擅長唱歌並想要成為職業歌手。
藤原響（聲優：神崎ちひろ）
生日：8月3日，星座：獅子座，血型：B型，身高：152cm，體重：45kg，三圍：B96(E)/W63/H95
藻的妹妹，高中2年級學生，「Primo Amore」的成員。為了姐姐著想而擅自報名試音選考。
白峰飛鳥（聲優：氷室百合）
生日：3月15日，星座：雙魚座，血型：AB型，身高：163cm，體重：43kg，三圍：B82(B)/W56/H82
「Primo Amore」的成員。出身於母子家庭，從青少年時期就在演藝事務所工作而缺少戀愛經驗。
酒出朱音（聲優：楠鈴音）
生日：11月30日，星座：射手座，血型：O型，身高：165cm，體重：58kg，三圍：B93(E)/W60/H88
「Selene」（セレーネ）有限公司的社長，兼任造型師和化妝師。

## 主題曲
片頭曲「彼女になりたい -I wanna be your girl-」
作詞：黒猫招福，作曲：ワダタカフミ，歌手：青葉りんご&神崎ちひろ&氷室百合
片尾曲「ファースト・ラブ」
作詞：黒猫招福，作曲：ワダタカフミ，歌手：青葉りんご&氷室百合

## 外部連結
- hourglass （页面存档备份，存于）（日語）
- PC版官方網站hourglass（日語）
- DVDPG版官方網站電脳CLUB（日語）
- PSV版官方網站（日語）